# Шапошников, Фёдор Сергеевич
Фёдор Сергеевич Шапошников (1754—?) — генерал-майор, директор Пажеского корпуса.

## Биография
Происходил из дворян. В десятилетнем возрасте, 22 марта 1764 года, поступил в Артиллерийский кадетский корпус, по окончании которого 1 января 1771 года был выпущен подпоручиком в 1-й Канонирский полк; 14 июля 1773 года переведён преподавателем в Артиллерийский кадетский корпус. С 19 ноября 1775 года он — поручик, с 7 ноября 1781 года — капитан, с 13 марта 1789 года — майор и в этом чине получил в своё ведение роту кадет. В этом же году, 1 августа был назначен преподавателем артиллерии и фортификации в Пажеский корпус. Здесь 28 июня 1794 года он был произведён в подполковники, 15 ноября 1796 года — в полковники, 11 января 1797 года — в бригадиры, а 4 июня того же года пожалован в генерал-майоры.
Павел I постарался придать Пажескому корпусу более военный вид; при нём было составлено положение о порядке несения службы пажами при Высочайшем дворе, но он не успел его утвердить. Оно было утверждено уже Александром I, в дни коронации которого Пажеский корпус состоял из 4 отделений: первое — один камер-паж и 11 пажей, второе — 6 камер-пажей и 5 пажей, третье — 4 камер-пажа и 7 пажей, четвёртое — 12 пажей. Директором корпуса в это время был Ф.С. Шапошников и эту должность он занимал до 1802 года, когда был отправлен в отставку во время преобразовательных реформ Александра I, желавшего придать Пажескому корпусу окончательно вид военно-учебного заведения: видеть в пажах воспитанников, изучающих науки и получающих военное образование, а не юношей, прислуживающих при дворе.